# Sanningen om våra hormoner
Sanningen om våra hormoner är ett svenskt vetenskapsprogram. Serien, som består av tre avsnitt, hade premiär på SVT Play och SVT1 den 3 juni 2025.

## Handling
I serien tar paret Tilda Törnqvist och Sem Bloom hjälp av vetenskapen för att få svar på sina frågor om hur könshormoner påverkar dem själva, deras mående, utseende, prestation och kärleksrelation. 

## Medverkande
- Tilda Törnqvist
- Sem Bloom